# Gran Premio de Sudáfrica de Motociclismo de 1983
El Gran Premio de Sudáfrica de Motociclismo de 1983 fue la primera prueba de la temporada 1983 del Campeonato Mundial de Motociclismo. El Gran Premio se disputó el 19 de marzo de 1983 en el circuito de Kyalami.

## Resultados 500cc
La victoria de la primera prueba del campeonato cayó en manos del estadounidense Freddie Spencer, que acabó con siete segundos de ventaja sobre Kenny Roberts. El británico Ron Haslam cerró el podio.
| 1        | Freddie Spencer     | Honda  | 43:58.500  | 15 |
| 2        | Kenny Roberts       | Yamaha | +7.200     | 12 |
| 3        | Ron Haslam          | Honda  | +13.300    | 10 |
| 4        | Marc Fontan         | Yamaha | +13.500    | 8  |
| 5        | Randy Mamola        | Suzuki | +28.400    | 6  |
| 6        | Franco Uncini       | Suzuki | +37.700    | 5  |
| 7        | Raymond Roche       | Honda  | +41.500    | 4  |
| 8        | Eddie Lawson        | Yamaha | +42.400    | 3  |
| 9        | Marco Lucchinelli   | Honda  | +45.400    | 2  |
| 10       | Barry Sheene        | Suzuki | +1:08.300  | 1  |
| 11       | Loris Reggiani      | Suzuki | +1:09.700  |    |
| 12       | Sergio Pellandini   | Suzuki | +1:13.800  |    |
| 13       | Maurizio Massimiani | Honda  | +1 Vuelta  |    |
| 14       | Fabio Biliotti      | Suzuki | +1 Vuelta  |    |
| 15       | Virginio Ferrari    | Cagiva | +1 Vuelta  |    |
| 16       | Marco Greco         | Suzuki | +1 Vuelta  |    |
| 17       | Jon Ekerold         | Cagiva | +1 Vuelta  |    |
| 18       | Corrado Tuzii       | Honda  | +1 Vuelta  |    |
| 19       | Gary Lingham        | Suzuki | +1 Vuelta  |    |
| 20       | Steve Parrish       | Yamaha | +1 Vuelta  |    |
| 21       | Alfons Amerschläger | Suzuki | +2 Vueltas |    |
| 22       | Wolfgang Schwarz    | Suzuki | +2 Vueltas |    |
| Ret      | Takazumi Katayama   | Honda  | Ret        |    |
| Ret      | Gustav Reiner       | Suzuki | Ret        |    |
| Ret      | Chris Guy           | Suzuki | Ret        |    |
| Ret      | Boet van Dulmen     | Suzuki | Ret        |    |
| Ret      | Leandro Becheroni   | Suzuki | Ret        |    |
| Ret      | Guido Paci          | Honda  | Ret        |    |
| Ret      | Michel Frutschi     | Honda  | Ret        |    |
| DNS      | Wolfgang von Muralt | Suzuki | DNS        |    |
| DNQ      | Børge Nielsen       | Suzuki | DNQ        |    |
| DNQ      | Frank Kaserer       | Suzuki | DNQ        |    |
| DNQ      | Jean-François Baldé | Honda  | DNQ        |    |
| DNQ      | Philippe Coulon     | Suzuki | DNQ        |    |
| DNQ      | Andreas Hofmann     | Suzuki | DNQ        |    |
| DNQ      | Walter Migliorati   | Suzuki | DNQ        |    |
| DNQ      | Lorenzo Ghiselli    | Suzuki | DNQ        |    |
| DNQ      | Bent Slydal         | Suzuki | DNQ        |    |
| Sources: |                     |        |            |    |

## Resultados 250cc
Duelo electrizante entre las Chevalier de Jean-François Baldé y Didier de Radiguès y la Kawasaki de Hervé Guilleux. Finalmente fue Baldé el que se llevó la victoria
| Pos. | Piloto                 | Moto              | Tiempo     | Pts. |
| ---- | ---------------------- | ----------------- | ---------- | ---- |
| 1    | Jean-François Baldé    | Chevallier-Yamaha | 43:27.200  | 15   |
| 2    | Didier de Radiguès     | Chevallier-Yamaha | +0.500     | 12   |
| 3    | Hervé Guilleux         | Kawasaki          | +0.500     | 10   |
| 4    | Patrick Fernandez      | Bartol            | +10.700    | 8    |
| 5    | Jacques Cornu          | Yamaha            | +11.200    | 6    |
| 6    | Manfred Herweh         | Real-Rotax        | +11.200    | 5    |
| 7    | Carlos Lavado          | Yamaha            | +18.400    | 4    |
| 8    | Martin Wimmer          | Yamaha            | +20.000    | 3    |
| 9    | Thierry Rapicault      | Yamaha            | +20.100    | 2    |
| 10   | Iván Palazzese         | Yamaha            | +23.700    | 1    |
| 11   | Thierry Espié          | Chevallier-Yamaha | +46.000    |      |
| 12   | Roland Freymond        | Armstrong-Rotax   | +55.100    |      |
| 13   | Jean-Louis Guignabodet | Yamaha            | +55.100    |      |
| 14   | Jimmy Rodger           | Yamaha            | +55.800    |      |
| 15   | Sito Pons              | Kobas-Rotax       | +1:13.600  |      |
| 16   | Tony Head              | Armstrong-Rotax   | +1:14.000  |      |
| 17   | Christian Estrosi      | Pernod            | +1:14.700  |      |
| 18   | Paolo Ferretti         | MBA               | +1:18.000  |      |
| 19   | Robby Petersen         | Yamaha            | +1:31.100  |      |
| 20   | Kevin Hellyer          | Yamaha            | +1:36.600  |      |
| 21   | Warren Bristol         | Yamaha            | +1 Vuelta  |      |
| 22   | Massimo Broccoli       | Yamaha            | +1 Vuelta  |      |
| 23   | Leonard Alan Dibon     | Yamaha            | +1 Vuelta  |      |
| 24   | Danny Bristol          | Yamaha            | +2 Vueltas |      |
| 25   | Mike Crawford          | Armstrong         | +2 Vueltas |      |
| Ret  | Alan Carter            | Yamaha            | Ret        |      |
| Ret  | Christian Sarron       | Yamaha            | Ret        |      |
| Ret  | Dave Petersen          | Rotax             | Ret        |      |
| Ret  | Mario Rademeyer        | Yamaha            | Ret        |      |
| Ret  | Richard Antony Porter  | Rotax             | Ret        |      |
| Ret  | Jacques Bolle          | Yamaha            | Ret        |      |
| Ret  | Jean-Louis Tournadre   | Yamaha            | Ret        |      |
| Ret  | Carlos Cardús          | Kobas-Rotax       | Ret        |      |
| Ret  | Alan North             | Yamaha            | Ret        |      |
| Ret  | Bernard Fau            | Yamaha            | Ret        |      |
| Ret  | Robert Larney          | Rotax             | Ret        |      |